# 4882 Divari
4882 Divari este un asteroid din centura principală, descoperit pe 21 august 1977 de Nikolai Cernîh.